# Louis Auguste, Prinț de Dombes
Louis Auguste de Bourbon, Prinț de Dombes (4 martie 1700 - 1 octombrie 1755) a fost nepot al regelui Ludovic al XIV-lea al Franței și a metresei sale, Madame de Montespan.

## Biografie
Născut la Palatul Versailles la 4 martie 1700, Louis-Auguste a fost al patrulea copil al lui Louis Auguste de Bourbon, Duce de Maine și a soției sale, Louise Bénédicte de Bourbon. La naștere a primit titlul de Prinț de Dombes.
Spre deosebire de tatăl său, Dombes a avut abilități militare. A servit sub renumitul comandant militar Prințul Eugen de Savoia în Războiul austro-turc (1716–1718). De asemenea, a luptat în Războiul polonez de succesiune (1733–1738) și în Războiul de Succesiune Austriacă (1740–1748). 
După decesul tatălui său (de care a fost foarte apropiat) la 14 mai 1736, la castelul Sceaux, el a moștenit cea mai mare parte din avere și titlurile tatălui său. A devenit general colonel a Cent-Suisses et Grisons (1710), guvernator de Languedoc (1737) și Conte de Eu (1736).
În locul curții vărului său Ludovic al XV-lea al Franței, el a preferat Castelul d'Anet, pe care a continuat să-l înfrumusețeze. Pentru a furniza apă pentru grădinile sale, el a creat un sistem hidraulic pe care l-a instalat în parcul domeniului în apropierea râului Eure. Îi plăcea să vâneze pe marile sale domenii de Eu.
Louis Auguste a rămas celibatar și a murit fără copii. O posibilă mireasă a fost verișoara lui, Charlotte Aglaé d'Orléans, fiica lui Philippe d'Orléans și a Françoise Marie de Bourbon și o altă verișoară, Louise Anne de Bourbon, fiica Ducesei de Bourbon Louise Françoise, sora mai mică a Ducelui de Maine. Totuși, aceste planuri nu s-au materializat.
Louis-Auguste a murit la 1 octombrie 1755, la vârsta de 55 de ani, într-un duel la Fontainebleau. Fratele lui mai mic, Louis Charles, a fost moștenitorul său.